# Karoliina Wahlberg
Karoliina Wahlberg, född 1851, död 1912, var en finländsk konsthantverkare (spetsmakare). Hon var aktiv i Raumo och utvecklade komplexa och unika spetsvarianter.